# Гнеј Помпеј Велики
Гнеј Помпеј Велики (лат. Gnaeus Pompeius Magnus; 29. септембар 106. п. н. е. Пиценум — 29. септембар 48. п. н. е. Египат), био је римски војсковођа и политичар Римске републике. Одиграо је значајну улогу у трансформацији Рима из републике у царство. На почетку своје каријере био је штићеник римског генерала и диктатора Суле; касније је постао политички савезник, а коначно и непријатељ Јулија Цезара.
Припадник сенаторског племства, Помпеј је још млад ушао у војну каријеру. Истакао се служећи диктатору Сули као командант у Грађанском рату 83–81. Помпејев успех као генерала док је био млад омогућио му је да напредује директно до звања првог конзула без поштовања традиционалног cursus honorum (неопходних корака за напредовање у политичкој каријери). За конзула је биран у три наврата (70, 55, 52. п. н. е.). Прославио је три тријумфа, служио је као командант у Серторијанском рату, Трећем ропском рату, Трећем митридатовом рату и у разним другим војним походима. Помпејев рани успех донео му је когномен Магнус – „Велики“ – по његовом дечачком хероју Александру Великом. Његови противници су му дали надимак adulescentulus carnifex („тинејџер касапин“) због његове немилосрдности.

## Младост
Помпеј је био син Гнеја Помпеја Страбона, врло богатог и утицајног политичара. Млади Помпеј је одрастао уз свог оца и пратио га у војним походима. Страбон је у рату између Луција Корнелија Суле и Гаја Марија био на Маријевој страни. Када му је отац умро, млади Помпеј је наслиједио његово богатство, политички утицај и значајну војну силу.
Помпеј је 83. п. н. е. стао са војском од три легије на страну Суле, када се овај вратио у Италију и кренуо на Рим. Овај политички савез убрзао је Помпејеву каријеру. Сула је 82. п. н. е. постао апсолутни диктатор, а Помпеј његов савезник. Сула је наредио својој унуци Емилији, која је била трудна и удана, да се разведе како би се могла удати за младог Помпеја. Помпеј се одмах развео од своје супруге Антистије и оженио Емилијом.
Иако још млад, Помпеј је добио од Суле повјерење и овлашћења да се обрачуна са Маријевим присталицама који су се налазили у Сицилији и у римској провинцији Африци. Помпеј је показао поприличну окрутност према свима који су показивали знакове отпора. Чувена је његова реченица када су се људи бунили на његове методе: Престаните нам цитирати законе, ми носимо оружје!. Након бројних побједа у Африци, Помпеја су његови војници прогласили императором и дали му надимак Велики. Наводно је чак и сам Сула смислио тај надимак. Према традицији, Помпеј је на повратку у Рим затражио од сената да прослави тријумф. Сенат је то одбио, а Помпеј се улогорио с војском испред Рима и одбио да се макне све док му сенат не дозволи да тријумфално уђе у Рим. Тада се умијешао Сула и дао Помпеју дозволу да прослави тријумф.
Након тога Помпеј је затражио титулу проконзула, јер је био премлад да постане конзул. Ова титула је требало да буде формалност јер је Помпеј, заједно са Квинтом Цецилијем Метелом Пијем послат у борбу против Квинта Серторија. Серторије је био посљедњи Маријев присталица и одржао се на власти у Хиспанији. Герилски рат је трајао од 76. п. н. е. до 71. п. н. е. Није било већих војних судара, а рат се завршио када је Серторије био убијен у завери.
Помпеј се на позив сената и Марка Лицинија Краса вратио у Италију 71. п. н. е. У Италији је био у току Спартаков устанак. Крас је побиједио Спартака у бици код Луканије, 71. п. н. е. Помпеј је уништио велики дио робовске војске који је побјегао, око 5.000 људи. Иако је Крас најзаслужнији за Спартаков пораз, Помпеј је успио тај подухват приписати себи. Затим је у Риму прославио други тријумф, за побједу у Хиспанији.
Помпеј је 70. п. н. е., заједно са Красом, по први пут изабран за конзула.

## Митридатови гусари
Помпеј је 67. године п. н. е. од сената добио диктаторска овлашћења и задатак да уништи гусаре у Медитерану. У сенату су првобитно и конзервативна фракција и оптимати били против тога да Помпеј преузме заповједништво. Али када је народни трибун приједлог дао на гласање, прихваћен је с великом већином. Овај задатак Помпеј је успјешно обавио за само неколико мјесеци.
Помпеј се није враћао у Рим, већ је одмах кренуо у Малу Азију. Ту је преузео заповједништво од Луција Лицинија Лукула у рату са понтским краљем Митридатом VI. Помпеј је побиједио Митридата VI у бици код Лукоса, 66. п. н. е. Понт је, након Митридатове смрти 63. п. н. е. постао нова римска покрајина. Побиједио је и јерменског краља Тиграна I Великог и присилио га да се одрекне свих дотад освојених подручја. Тигран је затим постао римски савезник и наставио је да влада Јерменијом. Свргнуо је и селеукидског владара Сирије Антиоха XIII, око 64. п. н. е. Након тога Сирија је постала римска провинција. Помпеј је такође заузео Јерусалим, а Јудеја је постала делимично независна провинција под римском контролом. Ово освајање и организација источних римских провинција сматра се највећим Помпејевим достигнућем.
На свој 45. рођендан, 29. септембра 61. п. н. е., Помпеј је у Риму прославио свој трећи тријумф. Био је то незабораван догађај. Два пуна дана смјењивале су се огромне параде и поворке заробљеника, војске, забављача и гладијатора који су демонстрирали приказе битака. Да би упечатљиво завршио фестивал и славље, Помпеј је организовао велики банкет поделивши новац међу Римљанима. Тиме је још више повећао своју популарност.

## Први тријумвират
Након серије војних похода и сталног ратовања, Помпеј се посветио политици. Распустио је легије и почео да гради` политичку каријеру. У сенату су му се и даље супротстављали конзервативци. Савезник му је био Крас, са ким је прије дијелио мјесто конзула. У исто вријеме Гај Јулије Цезар је такође претендовао на функцију конзула. Помпеј је са Цезаром и Красом 59. п. н. е. склопио први тријумвират. Помпеј и Крас су својим везама помогли Цезару да буде изабран за конзула, а овај им је узвратио штитећи њихове интересе.
Помпеј се затим оженио Јулијом, Цезаровом једином кћери. Иако је ово био брак из интереса, љубав Помпеја и Јулије је била обострана и реална.
Иако је Помпеј био именован гувернером Хиспаније, остао је у Риму гдје се бринуо о управи града. Тријумвирски уговор између Помпеја, Цезара и Краса је обновљен 56. п. н. е., а 55. п. н. е. Помпеј и Крас су именовани за конзуле, а Цезар за проконзула, на рок од пет година. Јулија је умрла 54. п. н. е. у току порођаја. Крас је погинуо у рату са Партима у бици код Каре, 53. п. н. е. Красова смрт је пореметила равнотежу моћи. У међувремену, Цезар је бројним побједама у Галском рату постајао све моћнији и утицајнији.

## Грађански рат
Након пропасти тријумвирата, Помпеј се оженио Корнелијом Метел, кћерком Сципиона Метела. Заједно са Сципионом, Помпеј је постао конзул по трећи пут. Користећи своја овлашћења као конзул, Помпеј је донео многе законе у вези са судством и војском. Бројни закони су ишли директно против Цезара. Помпеј је лично затражио забрану продуживања функције проконзула Цезару у одсуству, и захтевао је да Цезар распусти војску и да се врати у Рим. Цезар је 49. п. н. е. прешао са једном легијом ријеку Рубикон и тиме започео грађански рат који је трајао непуних годину дана.
Помпеј је заједно са савезницима напустио Рим и повукао се на југ Италије. Рат је био неизвјестан све док Помпеј није био поражен у бици код Фарсала, 48. п. н. е. Помпеј је заједно са својом женом Корнелијом побјегао у Египат. Птолемеј XIII га је љубазно примио и дао му један брод на располагање. На 59. рођендан, Помпеј је позван на малу прославу рођендана и убијен је по налогу Птолемеја XIII који је хтио тиме придобити Цезара. Помпеј је убијен одсјецањем главе. Његов пријатељ Филип организовао му је једноставну сахрану и кремирао га. Цезар је у Египат стигао нешто касније и примио Помпејеву главу и прстен у корпи. Плутарх тврди да је том приликом Цезар почео да плаче. Цезар је Помпејев прах и прстен дао удовици Корнелији која га је сахранила у Италији.